# АНТ-40
АНТ-40 (СБ, від рос. Скоростной Бомбардировщик) — швидкісний фронтовий бомбардувальник ВПС СРСР розробки КБ А. М. Туполєва. Був основним радянським бомбардувальником в середині 30-их років.
Перший політ зробив 7 жовтня 1934 року, керував літаком льотчика-випробувач К. К. Попов. Перший серійний літак СБ був випущений навесні 1936 року. За роки серійного випуску СБ неодноразово модернізувався. Всього до моменту припинення серійного випуску в 1941 році було випущено 6831 літаків різних модифікацій.

## Назва
Найбільш поширена назва, що трапляється в літературі, СБ (або СБ-1) для військового літака і АНТ-40 для розробки і цивільного варіанта. При проведенні випробувань назва літака записувалося більш докладно: наприклад СБ 2М-103 № 2/201, цей запис можна розшифрувати, як: СБ з двома двигунами М-103, другий примірник в серії 201. Більш коротке позначення за типами двигунів було введено в ВПС напередодні війни: СБ М-100, СБ М-103, СБ М-104, СБ М-105. Інколи можна зустріти «Н-37» (СБ-37), «Н-38» (СБ-38) — що означало: СБ по типу еталона 1937 року чи СБ по типу еталона 1938 року.
Літаки цивільного призначення отримали назву ПС — Пасажирський (поштовий) літак (рос. Пассажирский самолёт). Після арешту Туполєва в 1938 році його ініціали було заборонено використовувати і замість АНТ-40 використовували ЦАГІ-40 (рос. ЦАГИ-40)

## Історія створення
8 грудня 1933 року відділ ВПС РСЧА готує новий план дослідного будівництва авіапромисловості СРСР на 1934–1935 рр.. Серед інших там значилися завдання на дальній бомбардувальник (ДБ) і ближній бомбардувальник (ББ). Замість модернізації Мі-3 інституту пропонувалося проектувати і будувати нову машину Мі-4 під двигуни Wright R-1820 Cyclone або Hispano-Suiza 12Y. Одночасно, як розвиток чергового багатоцільового винищувача обговорюється ближній бомбардувальник ББ. Мі-4 в подальшому з плану випав, але ББ залишився і його проектування почалося ще до початку 1934 р. Незабаром позначення машини змінюється на СБ — середній бомбардувальник (тут можуть виникнути різночитання, бо ВПС практично відразу визначало його як «швидкісний бомбардувальник»), для його проектування створюється конструкторська бригада № 5 під керівництвом Олександра Архангельського в кількості 120 чоловік. Усередині КБ літак отримав позначення АНТ-40.
За умовами завдання бомбардувальник мав розвивати максимальну швидкість 330 км/год, мати практичну стелю в 8000 м, дальність польоту 700 км і при цьому нести 500 кг бомб. 10 лютого 1934 р. реалістичність вимог підтвердив А. М. Туполєв, направивши доповідну записку на ім'я Сталіна, Ворошилова і Орджонікідзе, в якій повідомляв, що на базі придбаних за кордоном авіадвигунів Wright R-1820 Cyclone, Hispano-Suiza 12Y і Gnome-Rhône Mistral Major можна спроектувати і побудувати двомоторний бомбардувальник зі швидкістю 300—320 км / год на висоті 4000 — 5000 м і дальністю 700—1100 км. Після цього почалась розробка двох прототипів — одного з двигунами Hispano-Suiza, який отримав позначення АНТ-40ІС, і одного з двигунами Wright Cyclone — АНТ-40РЦ.

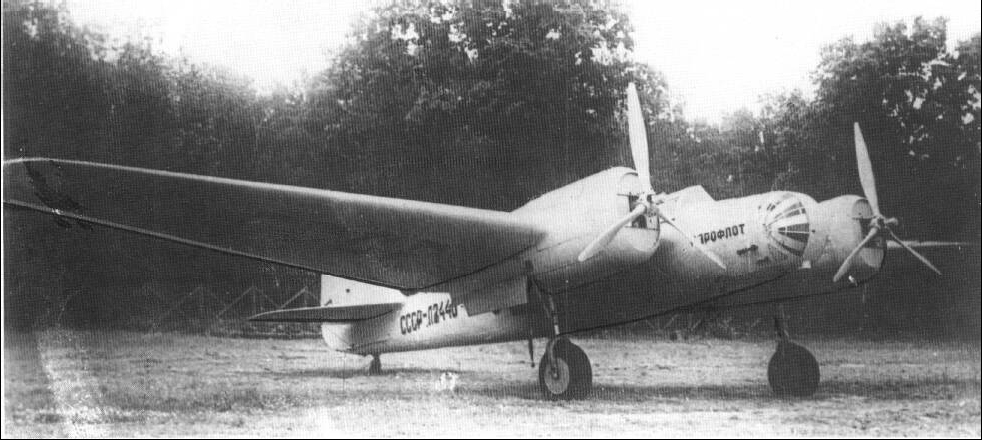
АНТ-40ІС

За проєктом СБ був вільнонесним середньопланом з екіпажем із трьох осіб, який мав центральну частину фюзеляжу, виконану спільно з центропланом. У цій центральній частині фюзеляжу — Ф-2 — перебувала кабіна пілота і бомбовий відсік. Відокремлюваними були консолі крила, носова кабіна штурмана Ф-1 і хвостова частина фюзеляжу Ф-3 з місцем стрільця і однокілевим оперенням. Двигуни кріпилися на центроплані, за ними в мотогондолах розташовувалось висувне шасі. При розробці намагались забезпечити питоме навантаження на крило, що не перевищує 100 кг/м², тому АНТ-40ІС, який мав важчі двигуни, отримав крило з розмахом 20,3 м і площею 51,95 м², тоді як АНТ-40РЦ — 19 м, і 47,6 м² відповідно. АНТ-40ІС також мав специфічне компонування двигунів з переднім фронтальним розміщенням радіаторів охолодження. Таку вибрали в результаті елементарних міркувань: при подовженні моторної гондоли її максимальний переріз (мідель), а відповідно і лобовий опір, не зростав.
Будівництво дослідного варіанту проводилось доволі швидко, вже 7 жовтня 1934 року АНТ-40РЦ піднявся в повітря, 30 грудня перший політ здійснив і АНТ-40ІС. АНТ-40ІС показав кращі льотні характеристики і саме цей варіант було вирішено запустити в серійне виробництво. Офіційна вказівка була видана вже 22 лютого 1935 року, ще до закінчення тестів і вирішення всіх виявлених проблем, серед яких були проблеми з охолодженням двигунів, недостатня повздовжня стійкість і заїдання елеронів. Також ще не було протестоване озброєння, але до запуску в серійне виробництво більшість проблем було вирішено. Спочатку дослідні зразки тестувалися із шасі у вигляді постійно прикріплених лиж. Коли тест пройшла модель з колісними шасі, що прибиралися, приладами зафіксовано швидкість 404 км/год.
На серійних літаках використовувався двигун М-100 (ліцензійний варіант Hispano-Suiza 12Y). Випуск почався в лютому 1936 року на заводі № 22 в Москві і продовжувався до 1941 року, в 1937—1941 році СБ також виготовлявся на заводі № 125 в Іркутську. Загалом було побудовано 6831 СБ (5695 — на заводі № 22 і 1136 — № 125).

## Основні модифікації
- СБ 2М-100 — оснащувався двигунами М-100 потужністю 750 к.с. Захисне озброєння — 4 × 7,62-мм кулемети ШКАС: два в носовій установці, один в верхній турелі і один в нижній люковій установці. Маса бомбового навантаження — 600 кг.
  - СБ 2М-100A — оснащувався двигунами М-100A потужністю 860 к.с. Випускався з 1937 року.
- СБ 2М-103 — оснащувався двигунами М-103 потужністю 960 к.с, випускався з 1938 року. Було встановлені тримачі під центропланом, маса бомбового навантаження зросла до 1500 кг, також було вдосконалено верхня і нижня установки. Також використовувались двигуни M-103У, M-103A з турельними радіаторами замість лобових. Деякі літаки були модифіковані для використання 132-мм некерованих ракет РС-132.
- СБ 2М-104 — оснащувався двигунами М-104 потужністю 900 к.с, випускався в березні-квітні 1940. (53 екз.)
- СБ 2М-105 — оснащувався двигунами М-105 потужністю 1050 к.с, випускався в 1940-41 роках.
- УСБ — навчальний варіант з кабіною інструктора замість штурмана. Випускався з 1938 року з двигунами М-103.
- ПС-40 — цивільний варіант СБ з двигунами М-100, М-100А, М-103 і лобовими радіаторами охолодження.
- ПС-41 — цивільний варіант модифікованого СБ з двигунами М-103 і тунельними радіаторами водяного охолодження, розміщеними під картером двигуна.
- В-71 — експортний варіант для Чехословаччини, з двигунами Авіа HS 12Ydrs потужністю 860 к.с. 61 літак було експортовано, ще 111 виготовлено в Чехії на заводі Avia за ліцензією.

## Тактико-технічні характеристики

|                       |                       | СБ 2М-100     | СБ 2М-100А    | СБ 2М-103     | СБ 2М-105      |
| --------------------- | --------------------- | ------------- | ------------- | ------------- | -------------- |
| Довжина               | Довжина               | 12,27 м       | 12,27 м       | 12,27 м       | 12,27 м        |
| Висота                | Висота                | 4,39 м        | 4,24 м        | 4,73 м        | 4,73 м         |
| Розмах крил           | Розмах крил           | 20,33 м       | 20,33 м       | 20,33 м       | 20,33 м        |
| Площа крил            | Площа крил            | 56,7 м²       | 56,7 м²       | 56,7 м²       | 56,7 м²        |
| Маса                  | пустого               |               |               | 4768 кг       |                |
| Маса                  | спорядженого          | 5628 кг       | 5748 кг       | 6380 кг       | 7000 кг        |
| Маса                  | максимальна злітна    |               |               | 7880 кг       |                |
| Двигуни               | Двигуни               | 2 × М-100     | 2 × М-100А    | 2 × М-103     | 2 × М-105      |
| Потужність            | Потужність            | 2 × 750 к. с. | 2 × 850 к. с. | 2 × 960 к. с. | 2 × 1050 к. с. |
| Максимальна швидкість | Максимальна швидкість | 393 км/год    | 423 км/год    | 450 км/год    | 445 км/год     |
| Дальність польоту     | Дальність польоту     | 2190 км       |               | 1900 км       |                |
| Практична стеля       | Практична стеля       | 9000 м        | 9560 м        | 9300 м        | 9000 м         |
| Час підйому на 1000 м | Час підйому на 1000 м |               |               | 1,8 хв        |                |

## Історія використання

### Громадянська війна в Іспанії

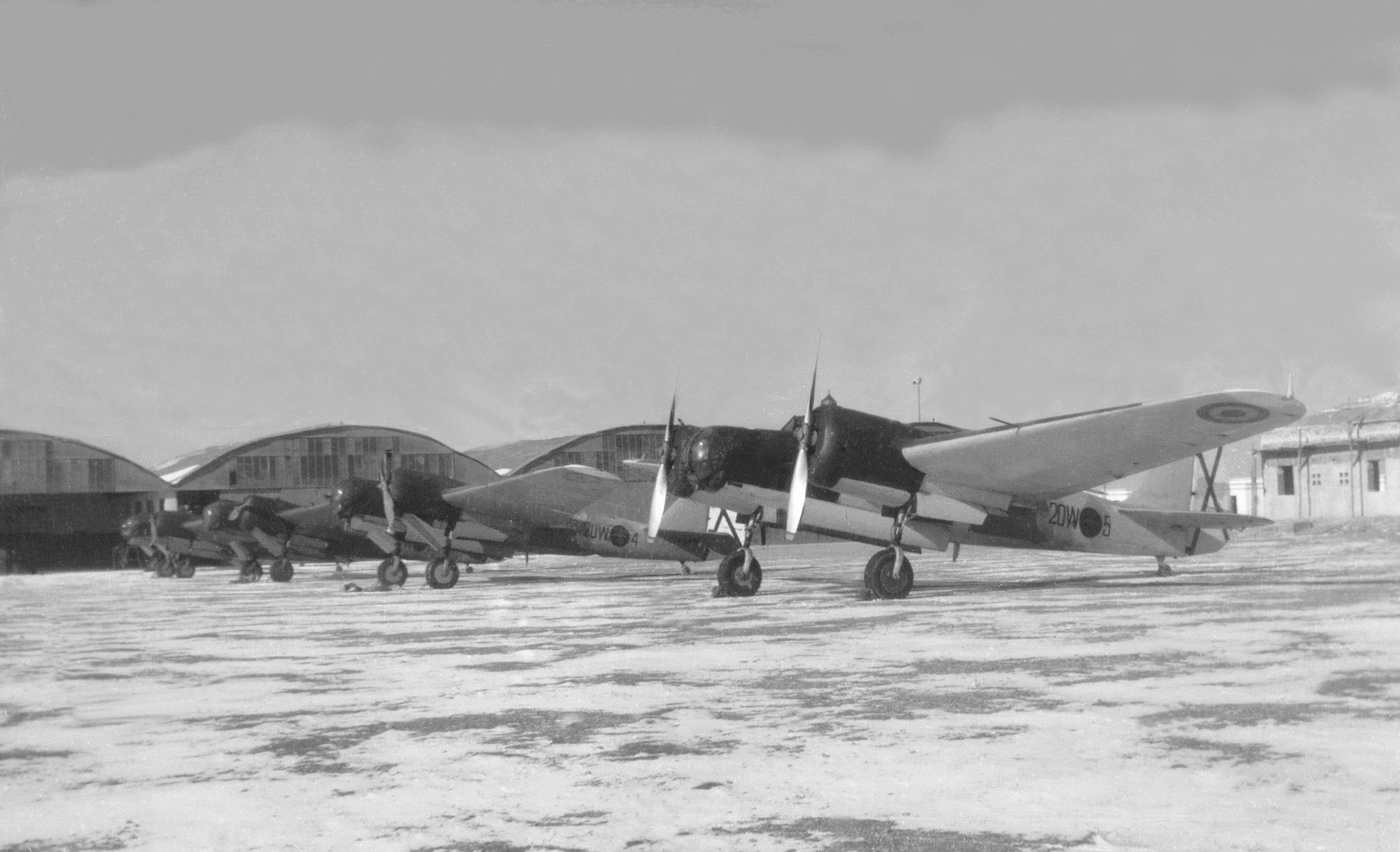
Захоплені франкістами СБ.

Майже одночасно з надходженням СБ в частини Червоної армії, СБ було надіслано в Іспанію. 23 жовтня 1936 року в Картахену прибув корабель з 31 СБ 2М-100А в розібраному вигляді, а вже 28 жовтня СБ здійснили перший бойовий виліт — 3 літаки завдали удару по аеродрому Таблада, це був перший випадок застосування радянської авіації в Іспанії. В червні 1937 року і в березні 1938 в Іспанію прибули ще два судна з 31 СБ на кожному, які ввійшли в склад 12-ї і 14-ї груп.
Навесні 1937 року СБ брали участь в боях біля Гвадалахара де республіканські сили завдали поразки італійському експедиційному корпусу. 29 травня 1937 року 2 СБ помилково атакували німецький лінкор «Дойчланд», сплутавши його з кораблем франкістів. 6 березня 1938 року внаслідок бомбового удару СБ був потоплений крейсер «Белеарес». Загалом СБ брали участь в усіх великих операціях республіканців.
Після перемоги франкістів, останні захопили 19 боєздатних СБ і включили їх в 13-й бомбардувальний полк. Згодом їх було модифіковано, замість моторів M-100 були встановлені французькі HS 12Ybrs. Іспанські СБ були зняті з озброєння аж в лютому 1946.

### Прикордонні конфлікти з Японською імперією
В серпні 1938 СБ 36-го, 47-го і 55-го ШБАП взяли участь в боях біля озера Хасан, де здійснили 346 бойових вильотів втративши тільки два СБ.
Також велика кількість СБ була використана в боях на Халхин-Голі. В травні 1939 року там було тільки 29 СБ, але вже в червні їх було 116, а в липні — 181. 3-5 липня під час бою за гору Баїн-Цаган було виконано 224 вильоти, після цього наступило відносне затишшя, під час якого СБ використовувались як розвідники і деколи завдавали точкових ударів. Перед радянським наступом 20 серпня СБ здійснили масований наліт на японські позиції здійснивши 300 бойових вильотів, в наступні дні нальоти продовжувались, хоча і менш інтенсивно. На Халхин-Голі було втрачено 52 СБ, з них 45 втрачено в боях (34 збиті винищувачами).

### Радянсько-фінська війна

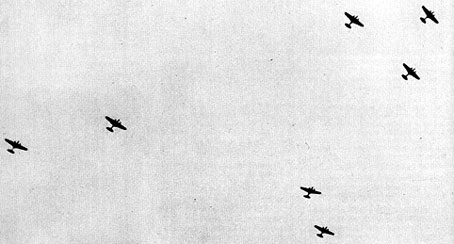
Групи СБ над Гельсінкі. 30 листопада 1939

30 листопада на кордоні з Фінляндією СРСР зосередив 15 швидкісних полків оснащених СБ, ще декілька СБ було в інших частинах, що загалом склало 580 літаків, не враховуючи 51 СБ авіації Балтійського флоту. 1 грудня вони здійснили масований наліт на фінські аеродроми і залізничні вузли, але в наступні дні погода погіршилась і польоти були відновлені тільки 19 грудня, але не в повному обсязі. При цьому на фронт постійно перекидались нові частини і 1 січня 1940 року проти Фінляндії діяло 739 СБ.
В січні погода ще більш покращилась і інтенсивність вильотів зросла, цілями бомбових ударів були вузли комунікацій, склади припасів і палива та промислові об'єкти. Крім цього СБ використовувались для скидання припасів солдатам на передовій. В лютому почались масовані бомбардування укріплень лінії Маннергейма. 13 березня 1940, коли бойові дії були припинені, біля кордону було зосереджено 1244 літаки. Втрати склали більше 100 літаків, частково це було зумовлено тим, що СБ з стаціонарними лижами, вже не могли втекти від фінських винищувачів.

### Німецько-радянська війна

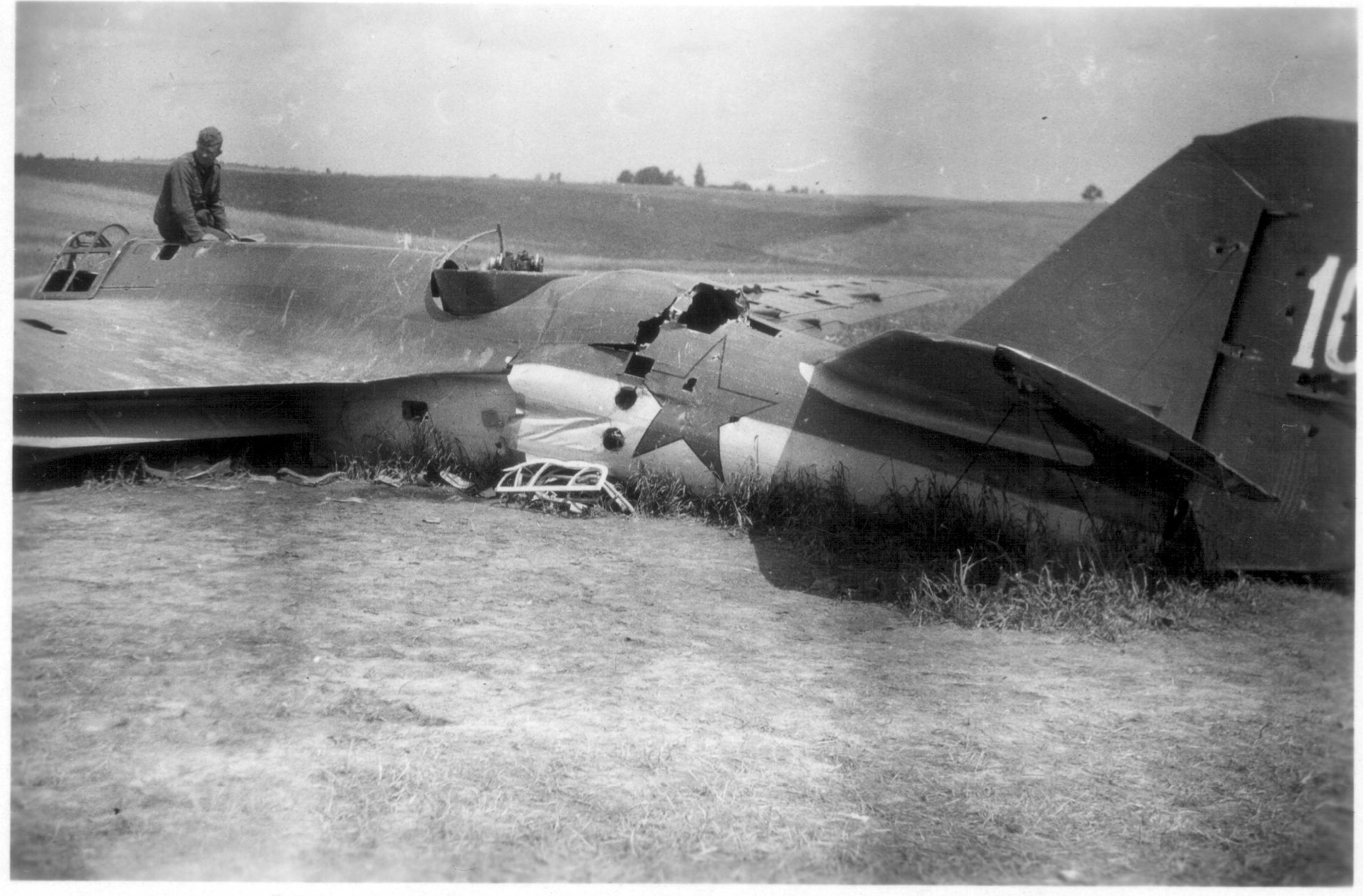
Знищений радянський СБ.

В червні 1941 року СБ складали основу фронтової бомбардувальної авіації РСЧА складаючи 94 % всього авіапарку більше 1500 машин, які входили в 24 ШБАП і 4 розвідувальні полки. Через бомбардувальні удари Люфтваффе в перші два дні війни було знищено більше 400 СБ, а 30 червня залишилось 875 СБ, з них 710 боєздатних. Не зважаючи на загальний хаос, частини з СБ брали активну участь в боях, так 40-й ШБАП 22 червня бомбив Кенігсберг і Мемель, а 33-й базований в Білій Церкві завдав ударів по німецьких військах біля Сокаля. Флотські СБ теж використовувались: 23-25 червня СБ Чорноморського флоту бомбили Констанцу, а 26 і 29 червня — румунський флот поблизу Тулчі, 30 літаки Балтійського флоту бомбили переправи через Західну Двіну. Але втрати СБ були надто великі і 4 липня вийшов указ про заборону використання СБ вдень без прикриття винищувачами.
Незважаючи на заборону, радянські війська були змушені використовувати авіацію вдень для прикриття найкритичніших ділянок фронту. Тому до 1 жовтня на фронті залишилось тільки 130 літаків СБ, з яких 83 були боєздатні. З Далекого Сходу, Сибіру і Середньої Азії було перекинуто нові частини, які мали прикривати центральний напрямок. Вони діяли проти 2-ї танкової армії намагаючись затримати її біля Тули. Але через інтенсивні бої і нові полки втратили більшу частину своїх СБ — 5 грудня 1941 року залишилось тільки 68 боєздатних СБ.
До літа 1942 року кількість СБ зросла завдяки поверненню літаків з навчальних шкіл і ремонті пошкоджених машин і 1 травня 1942 року було 171 СБ (126 боєздатних). 33-й ШБАП оснащений цими літаками був перекинутий під Сталінград, де спеціалізувався на нічних ударах по аеродромах. На початку 1943 року його було переоснащено «Бостонами».
В 1943 році на фронті все ще залишалось 31 СБ, не враховуючи СБ морської авіації, які були розкидані по багатьох частинах. Декілька СБ брали участь в битві на Курській дузі, а до закінчення року СБ перестали використовуватись в боях. 27 СБ залишались в ВПС Тихоокеанського флоту, але вони не використовувались в війні з Японією.

### Інші країни

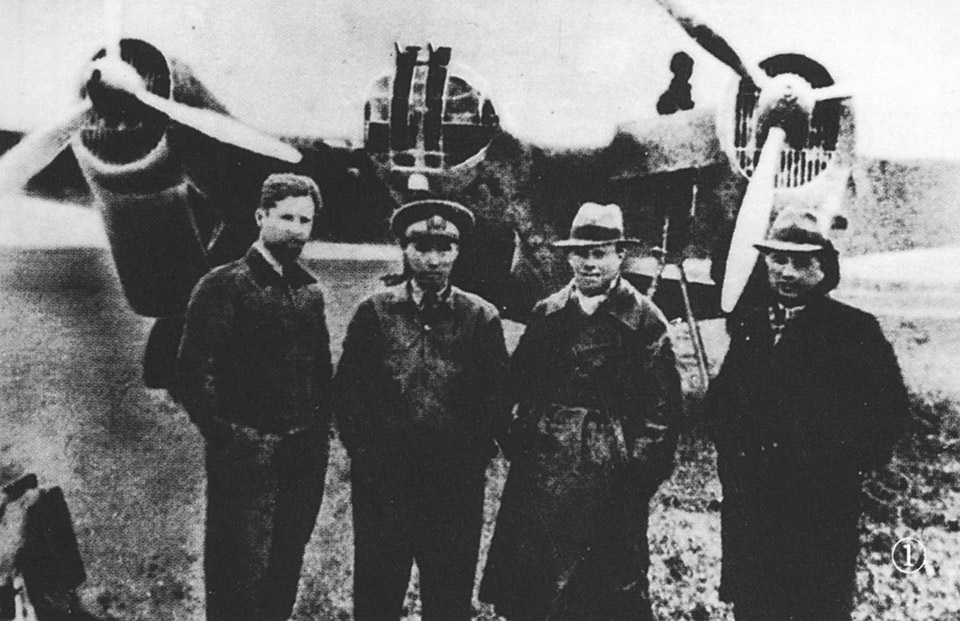
Радянські військові, китайський пілот і перекладач на фоні СБ.Аеродром в Ханькоу. 1938 рік.

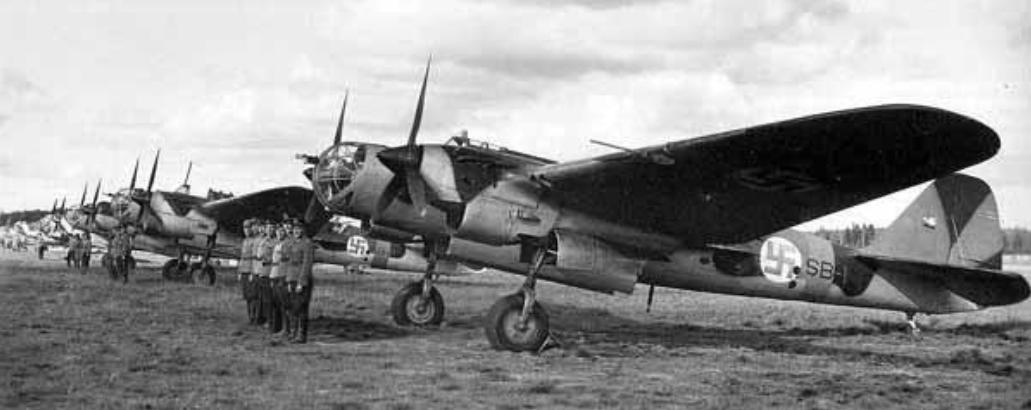
Ескадрилья Lelv 6 ВПС Фінляндії

З восени 1937 року до 1941 року в Китай було надіслано 292 СБ з двигунами М-100А і М-103. Перші бойові вильоти були здійснені радянськими пілотами. 2 грудня 1937 року 18 СБ бомбили японський аеродром поблизу Шанхаю, пізніше завдали удару по суднах на річці Янцзи. 23 лютого 1938 року 28 СБ бомбили аеродром на Тайвані знищивши близько 40 літаків і великі запаси палива. З 1939 року більшість радянських екіпажів замінена на китайські. На весні 1941 року японська бомбардувальна авіація завдала декількох серйозних ударів по китайських аеродромах і вцілілі китайські СБ були виведені в тил до кордону з Бірмою. На початку 1943 року в строю залишалось 19 СБ, які здійснили останні вильоти в Другій світовій в травні того ж року, після чого були законсервовані. В стрій вони повернулись в 1946 для використання в громадянській війні на боці Гоміндану.
ВПС Чехословаччини свої B-71 зосередили в 6-му авіаполку, ще декілька літаків були в складі 1-го, 2-го і 5-го полків. Але після німецької окупації майже всі вони перейшли до Люфтваффе, окрім одного, який опинився в ВПС Словаччини, де використовувався до 1943 року, коли екіпаж перегнав його в Туреччину.
В Люфтваффе B-71 не використовувались для бойових задач, а виключно як навчальні і буксири мішеней. Останні отримали позначення B-71B. В березні 1944 року в складі Люфтваффе все ще перебувало 51 B-71, але вони були списані до кінця року.
В 1939 році Німеччина продала Болгарії 24 B-71 захоплених в Чехії. Ці літаки були включені в 5-й бомбардувальний полк, де використовувались здебільшого в допоміжних ролях. Єдині бойові вильоти було здійснено проти партизанів в Македонії. Останні 10 болгарських B-71 були зняті з озброєння в 1945 році.
Під час «зимової війни» Фінляндія захопила 8 СБ (7 з моторами М-103 і один з М-100А), ще 16 було куплено в Німеччини. Всі літаки було стандартизовано до одного двигуна і оснащення, крім двох які були перероблені в навчальні. Бойові СБ надійшли в групу Lelv 6, яка спеціалізувалась на морських місіях. За 1941—1942 рік пілоти цієї групи доповіли про знищення 8 радянських підводних човнів (3 з них були підтверджені і СРСР). Бомбардування наземних цілей відбувалось рідко: декілька нальотів на острів Гогланд, і три місії в 1943 році проти радянських аеродромів. Жоден фінський СБ не був збитий в бою, але до кінця війни 7 літаків було втрачено через аварії на аеродромах. В квітні 1945 року останні 16 СБ було законсервовано, а в 1950 році здано на метало-брухт.
2 навчальні УСБ з двигунами М-103 було передано новоствореним ВПС Польщі в 1944 році, де вони прослужили до 1948 року.

## Вдосконалення на базі СБ
- Ар-2